# Hugonia castanea
Hugonia castanea är en linväxtart som beskrevs av Henri Ernest Baillon. Hugonia castanea ingår i släktet Hugonia och familjen linväxter. Inga underarter finns listade i Catalogue of Life.